# ديك إيرفين
ديك إيرفين هو لاعب هوكي الجليد كندي، ولد في 19 يوليو 1892 في هاميلتون في كندا، وتوفي في 15 مايو 1957 في مونتريال في كندا.

## وصلات خارجية
- ديك إيرفين على موقع دوري الهوكي الوطني (الإنجليزية)
- ديك إيرفين على موقع EliteProspects.com (الإنجليزية)
- ديك إيرفين على موقع HockeyDB.com (الإنجليزية)
- ديك إيرفين على موقع Hockey-Reference.com (الإنجليزية)